# Victoria (novela)
Victoria (también publicado como Victoria: Un Cuento Isleño) es una novela psicológica que Joseph Conrad publicó por primera vez en 1915, a través de la cual logró un buen éxito popular.

## Características
En la novela «la característica formal más destacada es su cambio de narración y de la perspectiva temporal», con la primera sección desde el punto de vista de un marinero, la segunda desde la perspectiva omnisciente de Axel Heyst, la tercera desde una perspectiva interior de Heyst, igual que la sección final.
Ha sido adaptada al cine varias veces.

## Trama
A causa de un negocio ruinoso, el europeo Axel Heyst termina viviendo en una isla en lo que hoy es Indonesia, con un ayudante chino llamado Wang. Heyst visita una isla cercana, cuando una banda femenina está tocando en un hotel propiedad del señor Schomberg. Schomberg intenta forzar sexualmente a una de las miembros de la banda, Alma, más tarde llamada Lena. Ella huye con Heyst de regreso a su isla, y se convierten en amantes. Schomberg busca venganza y acusa a Heyst por el "asesinato" de un hombre que había muerto de causas naturales y, posteriormente, envía a su isla a tres malhechores (Pedro, Martin Ricardo y el señor Jones) con una mentira sobre un tesoro escondido en la isla. Los tres mueren (Wang mata a uno), pero Lena muere también y Heyst es vencido por el dolor y se suicida.

## Recepción crítica e impacto
En las Notas sobre mis libros, Conrad escribió sobre sus "sentimientos encontrados" acerca de la recepción inicial del libro, que había sido publicado mientras Europa se encontraba en la lucha de la gran guerra. La recepción inicial de la obra había considerado que era "una melodramática novela Victoriana, que representaba la decadencia artística de Conrad." El New York Times calificó al libro de "irregular" y "más abierto a la crítica que la mayoría de las mejores obras del señor Conrad".
Sin embargo, más tarde las críticas la han descrito como "una gran obra, compleja y alegórica, cuyo paisaje psicológico y estructura narrativa sientan las bases de la novela moderna." Toda la novela puede interpretarse como el drama personal de Heyst que atraviesa una gran crisis, pero que puede recuperar su "alma" (dignidad) y mantenerla a pesar de las dificultades vitales que se le van presentando.
El carácter de Heyst ha sido comparado con el de Hamlet de Shakespeare, la historia misma similar en gran medida a La Tempestad y el final de la obra como "un escenario Isabelino donde el escenario está  atestado de cadáveres". Allen Simmons afirma que el personaje de Lena estaba basado en la Teresa, de la novela francesa de 1894, Le lys rouge ('El Lirio Rojo'), de Anatole France.

## Adaptaciones
La novela ha sido adaptada al cine en múltiples ocasiones, incluyendo la versión muda de 1919 dirigida por Maurice Tourneur con Jack Holt, Seena Owen, Lon Chaney, Sr., y Wallace Beery; otra en la década de los 30 dirigida por el gran William A. Wellman, Paraíso peligroso, protagonizada por Nancy Carroll, Richard Arlen y Warner Oland; la versión de 1940, dirigida por John Cromwell, con Fredric March, Betty Campo, y Sir Cedric Hardwicke; y otra de 1995 dirigida por Mark Peploe, con Willem Dafoe, Sam Neill, Irène Jacob, y Rufus Sewell. El dramaturgo británico Harold Pinter preparó un guion para una película que nunca se hizo, a partir del cual se preparó una retransmisión de la adaptación en la radio de la BBC, en 2015.